# Amélie de Nassau-Weilbourg
Amélie de Nassau-Weilbourg (en allemand : Amalie von Nassau-Weilburg), princesse de Nassau-Weilbourg puis, par son mariage, princesse consort d'Anhalt-Bernbourg-Schaumbourg-Hoym, est née le 7 août 1776 à Kirchheimbolanden et décédée le 19 février 1841 à Limburg an der Lahn. Épouse du prince Victor II d'Anhalt-Bernbourg-Schaumbourg-Hoym, elle règne avec lui entre 1806 et 1812.

## Famille
La princesse Amélie est la fille du prince Charles-Christian de Nassau-Weilbourg (1735-1788) et de son épouse la princesse Caroline d'Orange-Nassau (1743-1787). Elle entretient un lien affectif fort avec sa gouvernante: Esther Mieg.
Le 29 octobre 1793, elle s'unit, à Weilbourg, au prince Victor II d'Anhalt-Bernbourg-Schaumbourg-Hoym (1767-1812). De ce mariage naissent 4 filles :
- Hermine d'Anhalt-Bernbourg-Schaumbourg-Hoym (1797-1817), princesse héritière d'Holzappel, qui épouse, le 30 août 1815, Joseph de Habsbourg-Lorraine (1776-1847), palatin de Hongrie ;
- Adélaïde d'Anhalt-Bernbourg-Schaumbourg-Hoym (1800-1820), qui se marie, le 24 juillet 1817, avec le grand-duc Auguste Ier d'Oldenbourg (1783-1853) ;
- Emma d'Anhalt-Bernbourg-Schaumbourg-Hoym (1802-1858), qui s'unit, le 26 juin 1823, avec Georges II de Waldeck-Pyrmont (1789-1845) ;
- Ida d'Anhalt-Bernbourg-Schaumbourg-Hoym (1804-1828), qui épouse, le 24 juin 1825, avec le grand-duc Auguste Ier d'Oldenbourg (1783-1853), veuf de sa sœur.

Devenue veuve en 1813, la princesse Amélie se remarie au baron Frédéric de Stein-Liebenstein-Barchfeld (1777-1849).

## Biographie
Le règne de Victor II et d'Amélie est marqué par le conflit entre les souverains et le prince Frédéric d'Anhalt-Bernbourg-Schaumbourg-Hoym, qui conteste leurs droits sur la couronne. Après la mort de Victor II, Frédéric hérite de la principauté d'Anhalt-Bernbourg-Schaumbourg-Hoym.